# Peter Brook
Peter Stephen Paul Brook, född 21 mars 1925 i Chiswick i västra London, död 2 juli 2022 i Paris, var en brittisk regissör, främst av teater men också av film. Han hålls som en av världens ledande teaterregissörer.

## Karriär
Brook debuterade redan 1943, stod för enastående Shakespeare-uppsättningar i Stratford-on-Avon från 1947 och vid Royal Shakespeare Company från 1962, och regisserade opera vid Covent Garden 1949-1950.
1968 slog sig Brook ned i Paris och startade Centre Internationale de Recherches Théâtrales. Gruppens medarbetare kom från olika kulturkretsar, och man ville från början lägga tonvikten på ett fysiskt teatraliskt språk, där det gestiska skulle vara överordnat det textuella. Detta genomfördes särskilt i produktioner som Les Iks från 1975, som byggde på antropologiskt material från Afrika, och Conférance des oiseaux från 1976, efter persiska myter.
Med uppsättningen av Anton Tjechovs Körsbärsträdgården 1981 lades åter mer vikt på det textuella, och de sammanlagda erfarenheterna fick, förutom i flera Carmen-uppsättningar, sitt kanske starkaste uttryck i The Mahabharata (uruppförd 1985), en nio timmar lång föreställning som byggde på det indiska eposet med samma namn (se Mahabharata). Det fysiskt teatrala blandades här med element från dockteater och en skådespelarstil inspirerad av tecknade serier. Stycket filmatiserades senare för tv.
1993 satte Brook upp sin egen dramatisering av Oliver Sacks Mannen som förväxlade sin hustru med en hatt under titeln L'Homme qui. Senare har han bland annat satt upp Le Costume (The Suit) av Can Themba. I den här uppsättningen kommer många element i Brooks historia som regissör till sin rätt. Tonvikten ligger på det lilla formatet och det humoristiska spelet med verkligheten, med utgångspunkt i den gamla stadsdelen Sophiatown i Johannesburg.
Brook är även en betydande filmskapare, med filmer som ofta bygger på hans scenuppsättningar, bland annat The Beggar's Opera (Tiggaroperan, 1952), Lord of the Flies (Flugornas herre, 1963), Marat/Sade (1967), King Lear (1970), och Carmen (1983). Brook har också gett ut den viktiga teaterteoretiska boken The Empty Space (1968). Han tilldelades internationella Ibsenpriset 2008.

## Filmografi (urval)
- 1953 – Ryttaren i röda kappan
- 1960 – Moderato cantabile
- 1963 – Flugornas herre
- 1967 – Mordet på Marat
- 1971 – King Lear
- 1979 – Meetings with Remarkable Men
- 1989 – The Mahabharata (TV-serie)

## Utmärkelser
- Kommendör av 2 klass av Brittiska imperieorden,  1965[10][15]
- Tony Award för bästa talteaterregi, för Mordet på Marat,  1966
- Tony Award för bästa talteaterregi, för En midsommarnattsdröm,  1971[16]
- Europeiska teaterpriset,  1989
- Kyotopriset i konst och filosofi,  1991[17]
- Praemium Imperiale,  1997[18]
- Companion of Honour,  1998[10]
- Dan David-priset,  2005[19]
- Internationella Ibsenpriset,  2008[20]
- Critics' Circle Award for Distinguished Service to the Arts,  2008[21]
- Hedersdoktor vid Université Sorbonne Nouvelle,  10 november 2010[22][23]
- World Award of Humanism,  2011[24]
- President's Medal,  2011[25]
- Prix Giles,  2014
- Prinsessan av Asturiens pris i konst,  2019[26]
- Padma Shri för konst,  2021[27]
- Kommendör av Arts et Lettres-orden
- Guldmedalj "Zasłużony Kulturze Gloria Artis"
- Storofficer av Sankt Jakobs Svärdsorden
- Paris medalj
- Kommendör av Hederslegionen

[Redigera Wikidata]